# Оберон (персонаж)
Оберон (Auberon, пізніше Oberon) — в середньовічному західноєвропейському фольклорі надприродна істота, король ельфів, чоловік Титанії. Його ім'я відповідає німецькому імені Альберіх. Однак у німецькій пісні про Нібелунгів Альберіх виступає в ролі гнома — хранителя скарбів нібелунгів.